# Kinokuniya-Theater-Preis
Der Kinokuniya-Theater-Preis (jap. 紀伊國屋演劇賞, Kinokuniya engekishō) ist ein japanischer Theaterpreis, der 1966 vom Kinokuniya-Verlag gestiftet wurde und der alljährlich unter der Leitung der beiden Theater Kinokuniya Hall und Kinokuniya Sazan Theatre vergeben wird. Der Preis wird an Theatergruppen und Einzelpersonen vergeben, die über die laufende Spielzeit eines Jahres in Theaterstücken aufgetreten sind, die in Tokyo aufgeführt wurden. Die Auswahl erfolgt im letzten Drittel des Monats Dezember, die Preisvergabe Mitte Januar des Folgejahres. Der Preis für Theatergruppen ist mit 2 Mio. Yen, der für Einzelpersonen mit 500.000 Yen dotiert.

## Preisträger
| Jahr | Preisträger Schauspielertruppen                                       | Preisträger Einzelpersonen                                                                                        | Sonderpreis                                                                                                 |
| ---- | --------------------------------------------------------------------- | --- | --- |
| 1966 | Seihai                                                                | Akihama Satoshi, Yonekura Masakane, Baba Emiko, Muramatsu Eiko                                                    | ― |
| 1967 | Tokioter Schauspiel Ensemble                                          | Nakamura Nobuo, Itō Takao, Imai Kazuko, Yoshida Hideko                                                            | ― |
| 1968 | Seinenza                                                              | Tōno Eijirō, Yoshida Yoshiko, Kaga Mariko, Kusama Yasuko, Murai Shimako                                           | ― |
| 1969 | Sanjūninkai                                                           | Akutagawa Hiroshi, Abe Machi, Satō Makoto, Naraoka Tomoko, Nicolas Bataille                                       | ― |
| 1970 | Theatre Echo                                                          | Betsuyaku Minoru, Nakaoka Teruko, Ōtaki Hideji, Bakamura Tatsu, Araki Kazuho                                      | ― |
| 1971 | Seinenza                                                              | Yashiro Seiichi, Hayano Toshirō, Nagoya Akira, Itō Makiko, Kurihara Komaki, Matsue Yōichi                         | ― |
| 1972 | nicht vergeben                                                        | Iizawa Tadasu, Kitabayashi Tanie, Ōhashi Yasu, Sakagami Kazuko, Sakabe Fumiaki                                    | Theatergruppe des Heiyūza                                                                                   |
| 1973 | Shiki                                                                 | Watanabe Hiroko, Emori Tōru, Sasaki Sumie, Yoshiyuki Kazuko                                                       | ― |
| 1974 | Mingei                                                                | Nakadai Tatsuya, Ichihara Etsuko, Tanaka Kunie, Taichi Kiwako, Takada Ichirō                                      | ― |
| 1975 | nicht vergeben                                                        | Akimoto Matsuyo, Hosokawa Chikako, Suzuki Tadashi, Arai Jun, Kanai Akihisa                                        | ― |
| 1976 | Bungakuza                                                             | Asari Keita, Shimizu Kunio, Kinomi Nana, Ri Reisen, Yoshida Hideko, Morishige Hisaya                              | ― |
| 1977 | Mirai Gekijō                                                          | Kusaka Takeshi, Shinbashi Taiko, Nishida Toshiyuki, Imai Kazuko, Igarashi Kōyō, Senō Kappa                        | ― |
| 1978 | Akita Ujaku Hijikata Yoshi kinengekijō (秋田雨雀, 土方与志記念青劇場) | Takizawa Osamu, Katō Gō, Fujino Setsuko, Negishi Toshie, Fujiwara Shinpei, Deguchi Norio                          | ― |
| 1979 | On Theatre Jiyū gekijō                                                | Inoue Hisashi, Ozawa Shōichi, Nomura Mansaku II., Watanabe Misako, Matsumoto Noriko, Umeno Yasukiyo               | ― |
| 1980 | Tsuka Kōhei jimujo                                                    | Uno Jūkichi, Kitamura Kazuo, Arima Inuko, Kōchi Momoko, Satō Kei, Toki Hatsuo                                     | Sunada Akira                                                                                                |
| 1981 | Shakespeare Theatre                                                   | Seki Hiroko, Yamazaki Tsutomu, 松下砂雅子, Tsuji Yumiko, Matsukane Yoneko, Honda Nobusaburō                       | ― |
| 1982 | Mingei                                                                | Kitabayashi Tanie, Kimura Kōichi, Ōmachi Yasuko, Sasaki Ai, Katō Ken'ichi                                         | Nakamura Nobuo                                                                                              |
| 1983 | Theaterkompanie En                                                    | Minami Yoahie, Endō Takuo, Hirai Michiko, Taira Yoshie, Kazama Morio                                              | ― |
| 1984 | 劇団転形劇場                                                          | Ozawa Eitarō, Nomura Mariko, Matsumoto Noriko, Sakai Yōko, Kadono Takuzō                                          | Schauspielertruppe Nakama                                                                                   |
| 1985 | Komatsuza                                                             | Arashi Keishi, Minakaze Yōko, Midori Mako, Okayasu Shinji, Gotō Kayo, Noda Hideki                                 | Izu Mitaku, Sakamoto Nagatoshi                                                                              |
| 1986 | nicht vergeben                                                        | Kawaguchi Atsuko, Mita Kazuyo, Yamazaki Tetsu, Minoura Yasuko, Sato B-saku, Natsuki Mari, Issey Ogata, Ichidō Rei | ― |
| 1987 | Daisan Butai                                                          | Mitsuda Ken | Yagi Shūichirō, Ōhashi Yoshie, Ōda Hajime, Watanabe Eri, Experimentelles Theater Okinawa (沖縄芝居実験劇場) |
| 1988 | Group of Eight                                                        | Yonekura Masakane, Asari Kazuyo, Okabe Kōdai, Kishida Rio, Takahata Atsuko                                        | ― |
| 1989 | Haiyūza                                                               | Murase Sachiko, Mikuni Renatarō, Uno Seiichirō, Kitamura Sō, Toda Keiko                                           | ― |
| 1990 | Bungakuza Atelier no kai                                              | Uchida Minoru, Terada Michie, Takabe Shigeko, Yokoyama Yoshikazu, Kuroki Satomi                                   | ― |
| 1991 | nicht vergeben                                                        | Sugimura Haruko, Asakura Setsu, Katō Gō, Mizuhara Eiko, Satō Orie, Ōtani Ryōsuke                                  | ― |
| 1992 | Toyko Sunshine Boys                                                   | Nakamura Miyoko, Niimura Reiko, Suma Kei, Nishikawa Nobuhiro, Mariya Tomoko                                       | ― |
| 1993 | Ongakuza                                                              | Fukuda Yoshiyuki, Iwamatsu Riyō, Harukaze Hitomi, Nakadai Tatsuya, David Leveaux                                  | ― |
| 1994 | Mokutōsha                                                             | Fujita Den, Kiyama Kiyoshi, Katō Ken'ichi, Miyata Keiko, Takahashi Kie                                            | ― |
| 1995 | Chijinkai                                                             | Tsukayama Masane, Kurano Akiko, Takeuchi Jūichirō, Kuriyama Tamiya, Vicki Mortimer                                | ― |
| 1996 | Seinenza                                                              | Satoi Masayoshi, Katayama Mayumi, Taira Yoshie, Imai Tomohiko, Nagai Ai                                           | ― |
| 1997 | Theatergruppe Piccolo der Präfektur Hyōgō                             | Kitabayashi Tanie, Shima Jirō, Kimura Midoriko, Kaneshita Tatsuo, Tsutsumi Shin’ichi                              | ― |
| 1998 | Kakusuko                                                              | Kumakura Kazuo, Iwasaki Kaneko, Sawada Yūji, Wakamura Mayumi, Uchino Masaaki                                      | ― |
| 1999 | Kitayama jimusho                                                      | Kishida Kyōko, Horio Yukio, Noda Hideki, Miyamoto Yūko, Ichikawa Somegorō VII.                                    | ― |
| 2000 | Nitosha                                                               | Ozawa Shōichi, Yuasa Makoto, Ninagawa Yukio, Asami Rei, Ozone Makoto, Suzuki Yumi                                 | ― |
| 2001 | Leitungsgremium des Nationaltheaters                                  | Katō Haruko, Uyama Hitoshi, Yoshida Kōtarō, Makino Nozomi, Akiyama Natsuko                                        | ― |
| 2002 | Bungakuza                                                             | Tsuji Kazunaga, Ōtake Shinobu, Matsui Rumi, Sakate Yōji, Terajima Shinobu                                         | ― |
| 2003 | Bühnenkunst Hyōgo (ひょうご舞台芸術)                                  | Kara Jūrō, Fujiki Takashi, Kuseryū Nosuke, Matsu Takako, Fujiwara Tatsuya                                         | ― |
| 2004 | tpt                                                                   | Hamada Torahiko, Takahashi Iwao, Tatekishi Ryōko, Chiba Tetsuya, Katō Shinobu                                     | ― |
| 2005 | nicht vergeben                                                        | Hira Mikijirō, Saitō Ren, Umezawa Masayo, Asano Kazuyuki, Nomura Mansai, Nanase Natsumi                           | ― |
| 2006 | SIS company                                                           | Suzuki Mizuho, Takao Taka, Suzuki Satoshi, Shimada Kaho, Miyazawa Rie                                             | ― |
| 2007 | Noda Hideki                                                           | Betsuyaku Minoru, Hattori Motoi, Kiba Katsumi, Takeshita Keiko, Matsumoto Osamu                                   | ― |
| 2008 | Tom Project                                                           | Kaneuchi Kikuo, Kashiyama Fumie, Sha Tamae, Chon Wishin, Fukatsu Eri                                              | ― |
| 2009 | Ryūzanji jimusho                                                      | Ōtori Ran, Ichimura Masachika, Nakajima Tomoko, Maekawa Tomohiro, Urai Kenji                                      | ― |
| 2010 | Canon kikaku (華のん企画)                                             | Ōtsuka Michiko, Nakajima Shū, Takase Hisao, Furuta Arata, Kurita Momoko                                           | ― |
| 2011 | PARCO                                                                 | Iinuma Kei, Hashizume Isao, Mitani Kōki, Nakatsuru Akihito, Nakatani Miki                                         | ― |
| 2012 | Komatsuza                                                             | Higashi Kenji, Nasu Sayoko, Kanno Misuzu, Sasaki Kuranosuke, Hamada Shinya                                        | ― |
| 2013 | Tokyo Vaudeville Show                                                 | Kusabue Mitsuko, Ikeda Narushi, Futamura Shūsaku, Ogawa Eriko, Hayashida Mari                                     | ― |
| 2014 | Chokolēto kēki                                                        | Katō Takeshi, Kubota Tamie, Hirata Mitsuru, Ō Matsuki, Itō Masako                                                 | ― |

## Auswahlkomitee
- 2000 bis 2009　Odashima Yūshi, Ōzasa Yoshio, Hasebe Hiroshi, Murai Ken, Matsubara Osamu
- 2010 Matsubara Osamu wird durch Takai Masahi ersetzt